# 聖米格爾省 (秘魯)
聖米格爾省（西班牙語：Provincia de San Miguel），是秘魯的省份，位於該國北部卡哈馬卡大區，首府是聖米格爾德帕利亞克斯，始建於1964年9月29日，面積2,542平方公里，2005年人口56,497，人口密度每平方公里22.23人。
7°00′S 78°51′W / 7.000°S 78.850°W